# José María Roxas y Patrón
José María Roxas y Patrón (Buenos Aires, 1795 - 1883) fue un comerciante, funcionario y político argentino de destacada actuación durante el segundo tercio del siglo XIX.

## Biografía
Su padre había llegado como médico y amigo del virrey Melo y se radicó en Buenos Aires tras la muerte de este; al producirse la Revolución de Mayo, fue acusado de ser realista, por lo que huyó a Río de Janeiro, llevando consigo a su hijo.
José María regresó a Buenos Aires en 1818 y decidió aprovechar su experiencia comercial, adquirida en el Brasil, para establecerse como comerciante. Favorecido por sus vínculos en Río de Janeiro, prosperó notablemente sus negocios durante los gobiernos de Pueyrredón y Rondeau. Comenzó a participar en política durante la Anarquía del Año XX y fue reiteradamente electo legislador provincial.
Al día siguiente de la fundación de la Universidad de Buenos Aires se graduó de médico. Por sus notables relaciones comerciales en Brasil y Portugal, el periodista y político Juan Cruz Varela le puso el apodo de "ministro azúcar rubia".
En 1826 fue elegido diputado al Congreso Constituyente. Incorporado al partido unitario, votó a favor de la constitución unitaria de ese año. Fue el último presidente del Congreso y aceptó la renuncia de Rivadavia a la presidencia y firmó la disolución del Congreso y la disolución de los poderes ejecutivo y legislativo nacionales.
Fue nombrado ministro de hacienda por Manuel Dorrego, gobernador de la Provincia de Buenos Aires. Limitado por la falta de fondos debido a la Guerra del Brasil, no encontró forma de solventar la actuación del Ejército en operaciones en la Banda Oriental. Por ello urdió un plan para secuestrar al Emperador Pedro I de Brasil y proclamar la república en ese país, liberando a los esclavos, con lo cual pretendía zanjar definitivamente la cuestión de la Banda Oriental. 
Derrocado y fusilado Dorrego, se alió a los federales de Juan Manuel de Rosas, y fue nombrado representante para firmar el Pacto Federal de 1831. Permaneció en la ciudad de Santa Fe, como parte de la Comisión Representativa de las provincias federales, que debía convocar un Congreso en esa ciudad al finalizar la guerra civil. Pero el mismo Roxas se opuso a la firma de una constitución, con la intención confesa de conservar los privilegios de la Aduana para la provincia de Buenos Aires. Cuando las demás provincias presionaron para la reunión del Congreso, Roxas agravó un conflicto entre el diputado por la provincia de Corrientes y el caudillo Facundo Quiroga, y finalmente se retiró de Santa Fe, abortando la organización constitucional.
Desde marzo de 1832 fue ministro de Hacienda del gobernador Rosas. Renunció a continuar en ese cargo durante el gobierno de Juan Ramón Balcarce y fue elegido diputado en 1833. Tuvo alguna participación en la solución política de la Revolución de los Restauradores, que derrocó a Balcarce.
Nuevamente fue ministro de hacienda en el segundo gobierno de Rosas el gobierno provincial, y llevó a cabo una administración especialmente prolija y con informes muy detallados, como le gustaba a Rosas. Disolvió el Banco Nacional, y fundó la Casa de Moneda, que luego sería el Banco de la Provincia de Buenos Aires.
A mediados de la década de 1840, fue elegido diputado provincial. Cuando se frustró un atentado en contra de Rosas propuso nombrar a Manuelita Rosas heredera del gobierno provincial. El gobernador rechazó esa posibilidad.
Su carrera política terminó con la Batalla de Caseros, en 1852. Continuó siendo un importante comerciante y apoyó la secesión del Estado de Buenos Aires de la Confederación Argentina. Fue uno de los únicos amigos que siguió en contacto epistolar con Rosas,  aún bastantes años después de Caseros, y este lo mencionó en su testamento.
Falleció en Buenos Aires en 1883.